# Achrysocharoides latreillii
Achrysocharoides latreillii är en stekelart som först beskrevs av Curtis 1826.  Achrysocharoides latreillii ingår i släktet Achrysocharoides och familjen finglanssteklar. Arten är reproducerande i Sverige. Inga underarter finns listade i Catalogue of Life.